# 德格罗讷
德格罗讷（法語：Deux-Grosnes，法語發音：[dø ɡʁon]）是法国罗讷省的一个市镇，属于索恩河畔自由城区。该市镇于2019年由原市镇蒙索勒、阿沃纳、乌鲁、圣克里斯托夫、圣雅克德萨雷、圣马梅尔和特拉德合并而成，行政中心位于蒙索勒。

## 地名
“德格罗讷”（Deux-Grosnes）一名意为“两条格罗讷河”，得名格羅訥河的两条支流——西格罗讷河（Grosne Occidentale）与东格罗讷河（Grosne Orientale）。

## 地理
德格罗讷（46°13'12.0"N, 4°31'15.2"E）面积83.6 平方千米，位于法国奥弗涅-罗讷-阿尔卑斯大区罗讷省，该省份为法国中东部省份，北起顺时针与索恩-卢瓦尔省、安省、里昂大都会、伊泽尔省和卢瓦尔省接壤。
与德格罗讷接壤的市镇（或旧市镇、城区）包括：聖博內德布呂耶爾、旧圣皮埃尔、特拉迈、格罗讷河畔热尔莫勒、桑沃、瑞列、希鲁布勒、维列莫尔贡、雷涅-迪雷特、朗蒂涅、莱萨尔迪亚、博热、普罗皮耶尔、圣伊尼德韦尔。
德格罗讷的时区为UTC+01:00、UTC+02:00（夏令时）。

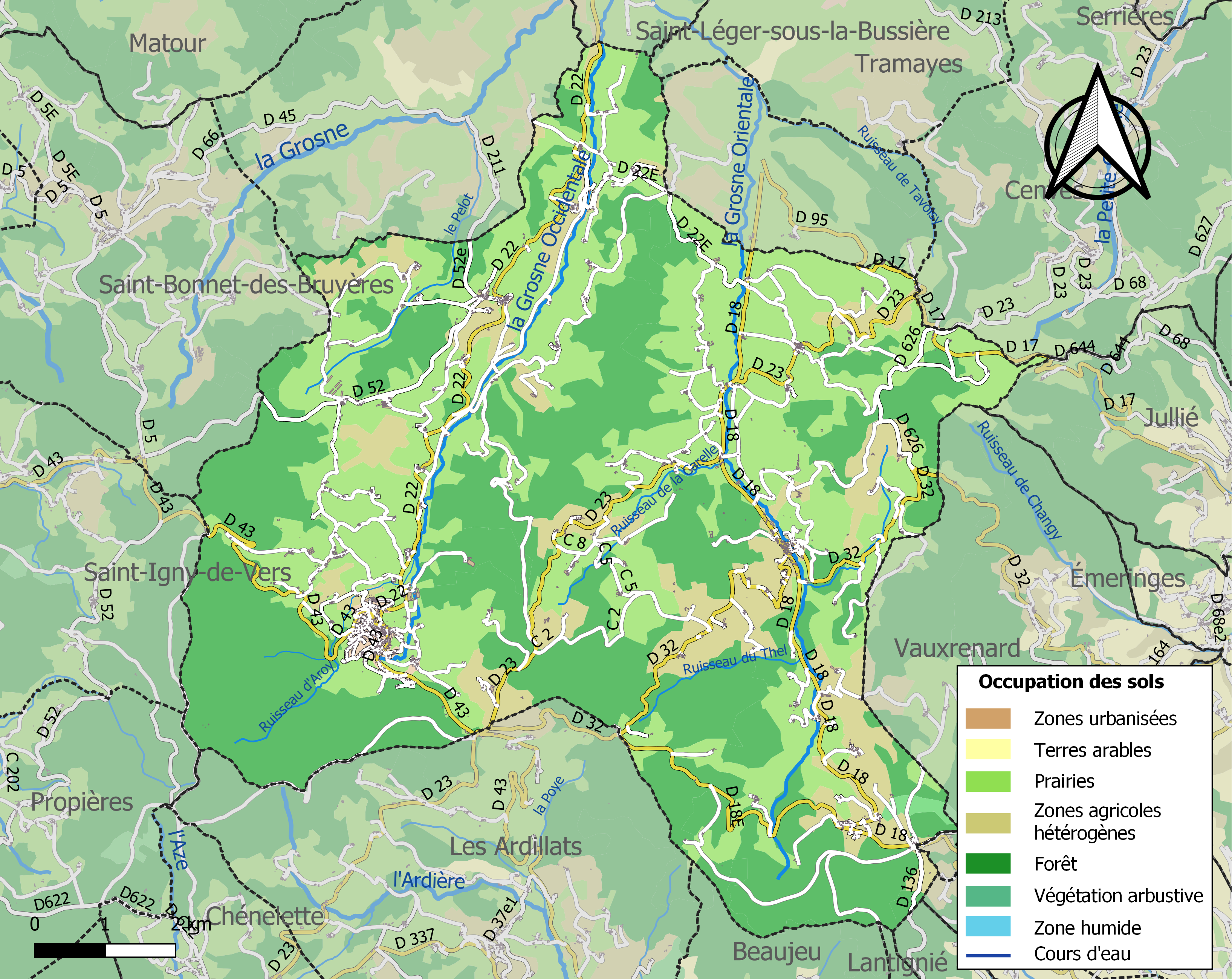
德格罗讷的OSM定位图

## 行政
德格罗讷的邮政编码为69430、69860，INSEE市镇编码为69135。

## 政治
德格罗讷所属的省级选区为蒂济莱布尔县。

## 人口
德格罗讷于2022年1月1日时的人口数量为1923人。